# Justus Velsius
Justus Velsius, Haganus, in olandese Joost Welsens (L'Aia, 1510 ca. – 1581 o posteriore), è stato un fisico, matematico e umanista rinascimentale olandese.
Velsius cominciò la propria carriera come professore di arti liberali a Lovanio, Strasburgo e Colonia. Successivamente cominciò a dichiararsi un profeta e a esprimere la sua visione personale sul cristianesimo, esposta in Christiani Hominis Norma, pubblicato a Londra. Entrò quindi in conflitto con autorità civili ed ecclesiastiche di tutta Europa e passò gli ultimi anni della sua vita come predicatore e guaritore in Olanda. A Colonia era sposato con Beatrix van Steenhoven; a Groninga con Grete Cassens.

## Biografia

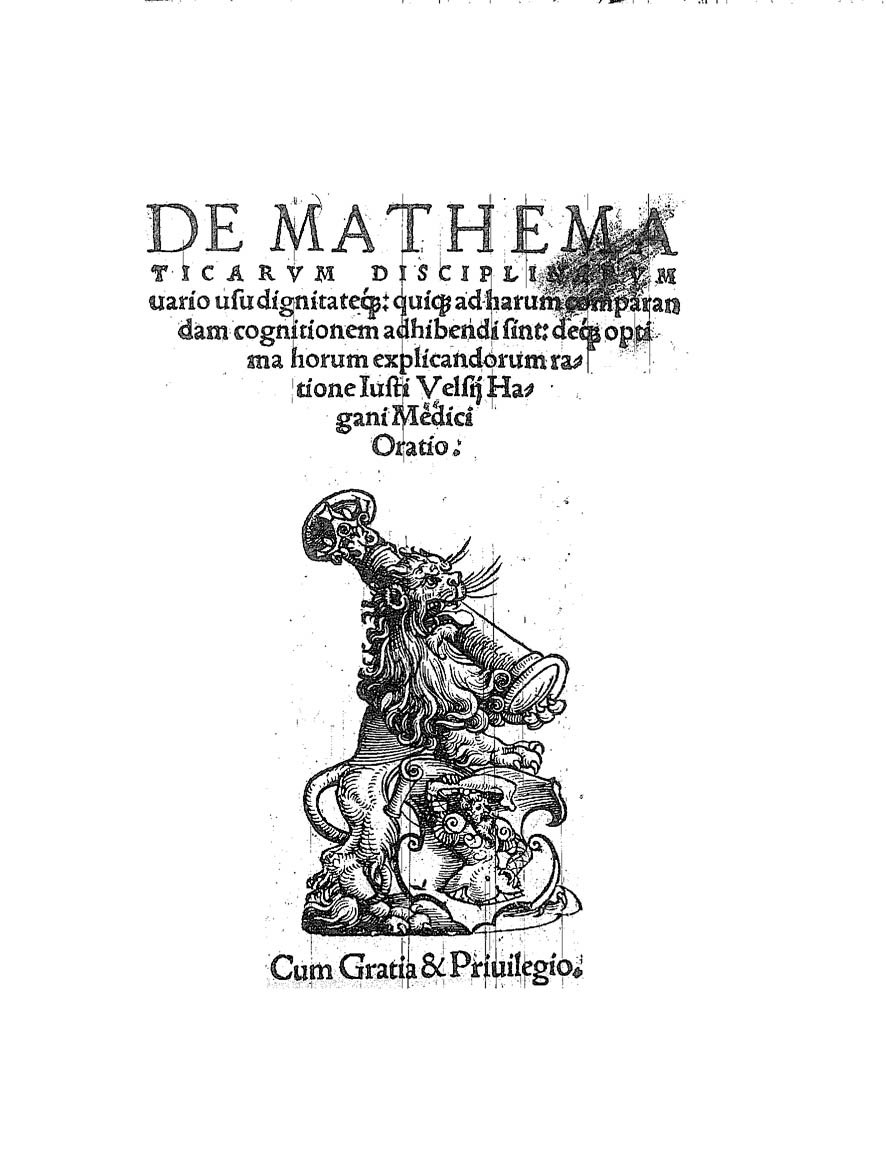
De mathematicarum disciplinarum vario usu dignitateque, 1544

Velsius studiò arti liberali e medicina a Bologna e conseguì la laurea in medicina nel 1538, per poi cominciare l'attività di medico ad Anversa nel 1540/41. Nel 1541 si trasferì a Lovanio, ove incontrò l'umanista portoghese Damião de Góis, e fu in relazione con Vesalio. Velsius, pur non essendo docente, teneva lezioni di greco antico, latino, filosofia e matematica: qui, per la sua proposta di un corso su Dialectica di Giorgio di Trebisonda, cominciarono i suoi problemi con le autorità, per la sua sospetta eterodossia.
Proseguì l'insegnamento o la predicazione in diverse città d'Europa: prima Marburgo, poi forse Basilea; Strasburgo nel 1644–50, insieme a Johannes Sturm; Colonia (come professore di filosofia e greco e poi matematica al Dreikönigsgymnasium da lui ordinato insieme a Jakob Leichius sul modello di Sturm; Heidelberg, dopo il 5 agosto 1557; Colonia nell'aprile 1570; Leida nel 1578, 1580 e 1581.
Incorse regolarmente in persecuzioni per le sue posizioni. Avendo accettato l'interim di Augusta, dovette trasferirsi a Colonia nel 1550 e rinunciare al suo canonicato di Strasburgo verso il 1553. Per le sue frequentazioni anabattiste (fra cui Thomas von Imbroich) e la sua opera eretica Krisis fu prima rimosso e poi messo al bando nel 1555, anche su pressione di Carlo V d'Asburgo e nonostante la sua Epistola ad Ferdinandum (1555). L'inquisitore Johannes Slotanus lo indagò per eresia e Velsius fu espulso verso il ducato di Berg nella notte fra il 26 e il 27 marzo 1556; Slotanus proseguì nel confutare le opere di Velsius (Apologia e poi Epistolae).
Arrivato a Francoforte nel 1556 entrò in disputa con Calvino, Jan Łaski e Horne, criticando la predestinazione; Calvino scrisse a Melantone che Velsius era un pazzo e il 15 aprile 1557 Velsius fu espulso dalla città.
A Strasburgo, vide la sua licenza revocata nel 1558 e nel novembre 1559 fu espulso.
Avendo pubblicato a Francoforte nel 1560 un'opera eretica senza permesso fu espulso nel 1561.
Non riuscì a ottenere dibattiti pubblici a Strasburgo, Basilea (nonostante Sebastian Castellio, Cellarius e Celio Secondo Curione) e Zurigo; rimase pochi mesi a Marburgo. A Londra nel 1563 entrò in disputa con Nicolaus Carinaeus scrivendo anche al vescovo, l'ambasciatore francese e la regina e fu convocato da una commissione che l'invitò a lasciare il paese.
Tornato a Groninga nel 1566, fu imprigionato nel 1574 e rifiutò la liberazione decisa dal vescovo il 24 agosto 1574 finché la prigione fu svuotata nel maggio 1575.

## Opere
- (LA) De mathematicarum disciplinarum vario usu dignitateque, Amsterdam, Kraft Müller, 1544.